# Southold (condado de Suffolk)
Southold es un lugar designado por el censo (o aldea) ubicado en el condado de Suffolk en el estado estadounidense de Nueva York. En el año 2000 tenía una población de 5.465 habitantes y una densidad poblacional de 201,6 personas por km².

## Geografía
Southold se encuentra ubicado en las coordenadas 41°3′20″N 72°25′15″O / 41.05556, -72.42083. Según la Oficina del Censo, la ciudad tiene un área total de 29,4 km² (11,4 mi²), de la cual 27,1 km² (10,5 mi²) es tierra y 2,2 km² (0,8 mi²) (7.68%) es agua.

## Demografía
Según la Oficina del Censo en 2000 los ingresos medios por hogar en la localidad eran de $47,074, y los ingresos medios por familia eran $63,032. Los hombres tenían unos ingresos medios de $51,094 frente a los $29,342 para las mujeres. La renta per cápita de la localidad era de $29,761. Alrededor del 2.1% de la población estaban por debajo del umbral de pobreza.